# Hjo pastorat
Hjo pastorat är ett pastorat i Billings kontrakt i Skara stift.
Pastoratet har haft nuvarande omfattning sedan 1998 och består av:
- Fågelås församling
- Hjo församling
- Korsberga-Fridene församling
- Mofalla församling

Pastoratskod är 031108.